# Cura (mito)
Cura (in italiano «cura», «premura», ma anche «preoccupazione», «inquietudine», «ansia») è un personaggio della mitologia romana, la cui figura è legata a un logos mitico cosmo-antropogonico tramandato da Igino nel suo manuale mitografico, Fabulae. Il mito tramandato da Igino, semisconosciuto, deve buona parte della sua fama alla ricezione operata dalla cultura tedesca e alla conseguente ripresa filosofica fattane da Martin Heidegger in Essere e tempo.

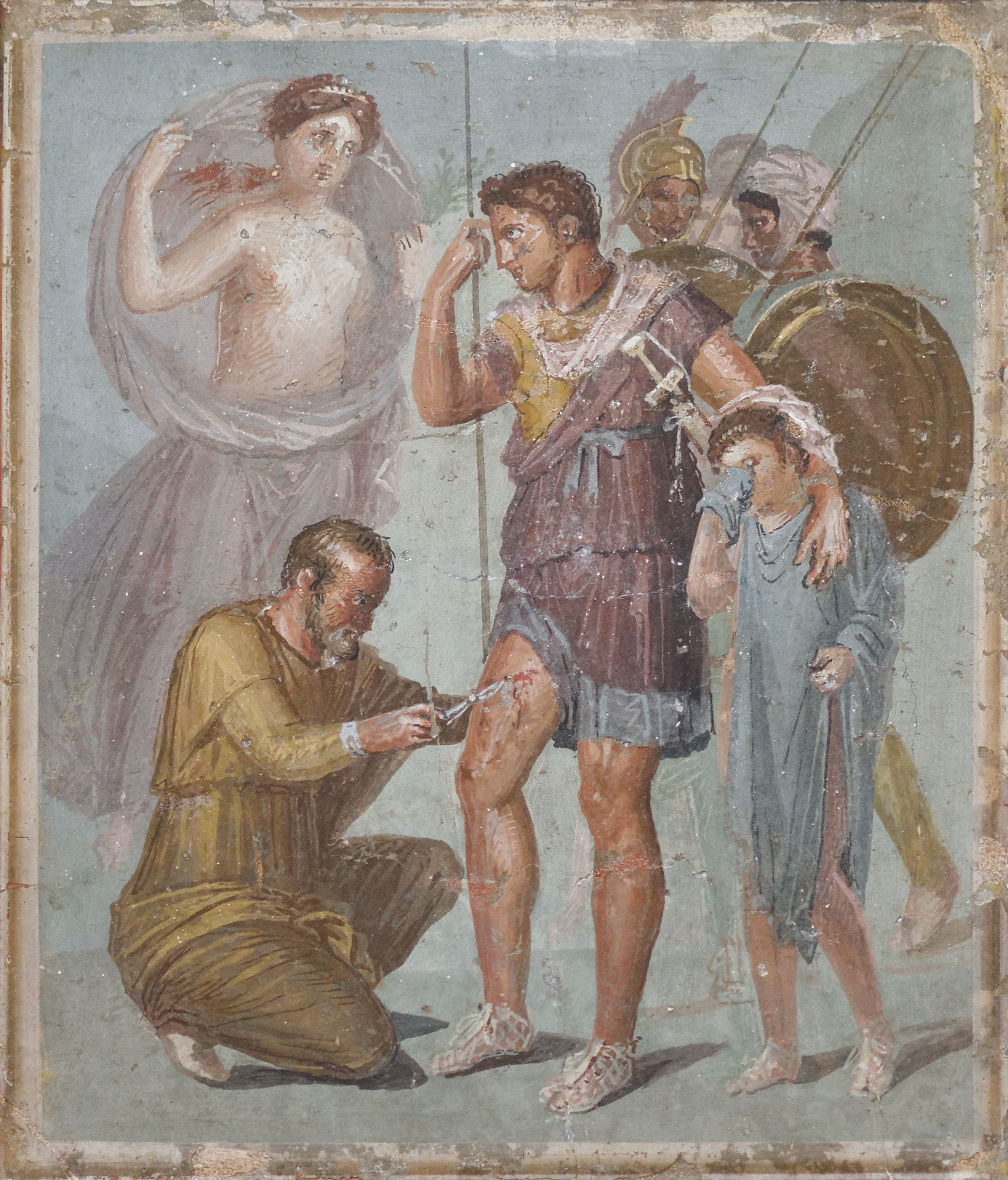
Affresco proveniente da Pompei raffigurante il medico Iapige che cura Enea, assistito da Venere e Ascanio in apprensione (I sec., Museo Archeologico Nazionale di Napoli)

## Mito
Il mito racconta che, un giorno, nell'attraversare un fiume, l'attenzione di Cura sia stata attratta dal fango argilloso. Pensosa, senza bene rendersi conto di quello che andava facendo, Cura si mise a modellarlo, traendone la figura di un uomo. 
Fu allora che sopraggiunse Giove, a cui la dea chiese di infondere spirito vitale nella scultura da lei plasmata, cosa a cui Giove acconsentì con facilità. A questo punto, Cura chiese di poter imporre il proprio nome alla creatura, ma il dio glielo negò, sostenendo che il nome di quell'essere doveva provenire da lui, che gli aveva infuso la vita. 
Ne nacque una disputa, che si complicò quando a essa si unì la Terra: questa riteneva, infatti, che il nome avrebbe dovuto essere il suo, essendo sua la materia con cui era stata plasmata la creatura. Per risolvere la diatriba, fu chiamato a pronunciarsi Saturno, il cui giudizio distribuì le rivendicazioni: a Giove, che aveva infuso lo spirito, sarebbe toccato, alla morte di quell'essere, di rientrare in possesso dell'anima; alla Terra, della cui materia l'essere era composto, sarebbe tornato il corpo dopo la morte; ma a possederlo durante tutta la vita sarebbe stata l'Inquietudine, la prima a plasmarlo. Il nome, invece, non sarebbe toccato a nessuno dei tre contendenti: l'essere si sarebbe chiamato "uomo", perché creato dall'humus.

### La Cura in senso filosofico
Il mito di Cura fu ripreso da Martin Heidegger, nel suo Essere e tempo.
Secondo Heidegger, l'uomo comprende se stesso in base alle proprie possibilità: ciascuno può divenire ciò che è (autoprogettarsi). Questo diventare o non diventare se stessi (autenticità o inautenticità) ci si manifesta compiutamente nell'angoscia. Ma questo capire chi potremmo essere che costituisce il nostro modo di essere [essere uomo vuol dire conoscersi] ci proietta costantemente davanti a noi. 
L'uomo è, nella sua essenza, un esistente proiettato in avanti, mai fermo all'hic et nunc. Questo, tra l'altro, non avviene in astratto, ma nella costante relazione con il mondo di cui siamo parte. E tutto questo in vista di un perché, in ragione di quell'esser presso le cose (gli utilizzabili) di cui ci si prende cura. In altri termini: l'esistenza è un lasciar essere le nostre possibilità verso ciò che ci occupa. 
«Questo essere è espresso globalmente dal termine Cura, che qui è usato nel suo senso ontologico-esistenziale genuino». È la Cura che, come condizione originaria dell'esser-ci, rende possibile "prendersi cura di qualcosa" e "aver cura" degli altri. In questo senso, la Cura non è separata dall'inautenticità: l'affanno per il possesso è la sua espressione corrente e quotidiana. La Cura come fenomeno ontologico-esistenziale fondamentale precede tendenze come il volere, il desiderare, l'impulso o l'inclinazione, che sono tutti interpretabili come manifestazioni del nostro essere avanti a noi come essere presso (Cura).
La cura, sempre intesa in una prospettiva filosofica, è anche il tema di un'omonima canzone di Franco Battiato inserita nell'album L'imboscata (1996) e scritta insieme al filosofo Manlio Sgalambro. Dei vari significati che il termine "cura" ha nella canzone di Battiato e non solo si occupa il saggio di Giuseppe Pulina, La cura. Anche tu sei un essere speciale (Zona editore, 2010), in cui si legge che «Esistere non solo non è cosa facile, ma è anche cosa difficile da comprendere. Si viene al mondo senza averne fatto richiesta, e si è quasi sempre costretti a lasciarlo contro la propria volontà. Si nasce e si muore senza una ragione (che non sia di natura religiosa o metafisica) apparente. Il senso che con tanto accanimento cerchiamo di dare alla morte tende a colmare l'apparente insignificanza della nascita. Quando nasciamo, siamo come degli esseri catapultati nel mondo e veniamo a trovarci insieme ad altri enti (uomini e cose) la cui origine è altrettanto oscura e inspiegabile. La cura diventa così la struttura dell'esistenza, è intimamente connaturata ad essa, è la stessa esistenza. Non è una posa, un atteggiamento, che si può assumere e abbandonare quando si vuole, perché quando il cuore batte e l'aria filtra nei polmoni, non si può fare finta di non vivere. È la cura che muove i nostri passi» (pp. 71-72).